# Kanton Évron
Der Kanton Évron ist seit 1790 französischer Wahlkreis im Arrondissement Mayenne, im Département Mayenne und in der Region Pays de la Loire; sein Hauptort ist Évron.

## Gemeinden
Der Kanton besteht aus 18 Gemeinden mit insgesamt 21.057 Einwohnern (Stand: 1. Januar 2022) auf einer Gesamtfläche von 515,80 km²:
| Gemeinde                    | Einwohner 1. Januar 2022 | Fläche km² | Dichte Einw./km² | Code INSEE | Postleitzahl |
| --------------------------- | ------------------------ | ---------- | ---------------- | ---------- | ------------ |
| Assé-le-Bérenger            | 419                      | 11,68      | 36               | 53010      | 53600        |
| Bais                        | 1.220                    | 26,23      | 47               | 53016      | 53160        |
| Brée                        | 584                      | 16,41      | 36               | 53043      | 53150        |
| Champgenéteux               | 495                      | 25,11      | 20               | 53053      | 53160        |
| Évron                       | 8.380                    | 68,24      | 123              | 53097      | 53150, 53600 |
| Hambers                     | 625                      | 25,93      | 24               | 53113      | 53160        |
| Izé                         | 458                      | 28,15      | 16               | 53120      | 53160        |
| La Bazouge-des-Alleux       | 550                      | 18,10      | 30               | 53023      | 53470        |
| Livet                       | 187                      | 11,16      | 17               | 53134      | 53150        |
| Mézangers                   | 625                      | 29,34      | 21               | 53153      | 53600        |
| Montsûrs                    | 3.192                    | 68,14      | 47               | 53161      | 53150        |
| Neau                        | 757                      | 12,65      | 60               | 53163      | 53150        |
| Sainte-Gemmes-le-Robert     | 770                      | 35,62      | 22               | 53218      | 53600        |
| Saint-Georges-sur-Erve      | 394                      | 20,17      | 20               | 53221      | 53600        |
| Vimartin-sur-Orthe          | 1.107                    | 71,92      | 15               | 53249      | 53160        |
| Saint-Thomas-de-Courceriers | 162                      | 12,95      | 13               | 53256      | 53160        |
| Trans                       | 227                      | 15,43      | 15               | 53266      | 53160        |
| Voutré                      | 905                      | 18,57      | 49               | 53276      | 53600        |
| Kanton Évron                | 21.057                   | 515,80     | 41               | 5306       | –            |

Bis zur landesweiten Neugliederung der Kantone im März 2015 bestand der Kanton Évron aus den elf Gemeinden Assé-le-Bérenger, Châtres-la-Forêt, Évron (Hauptort), Livet, Mézangers, Neau, Saint-Christophe-du-Luat, Sainte-Gemmes-le-Robert, Saint-Georges-sur-Erve, Vimarcé und  Voutré. Sein Zuschnitt entsprach einer Fläche von 228,20 km2. Er besaß vor 2015 einen anderen INSEE-Code als heute, nämlich 5311.

## Änderungen im Gemeindebestand seit der Neugliederung 2015
2021:
- Fusion Saint-Martin-de-Connée, Saint-Pierre-sur-Orthe und Vimarcé → Vimartin-sur-Orthe

2019:
- Fusion Évron, Châtres-la-Forêt und Saint-Christophe-du-Luat → Évron
- Fusion Montsûrs-Saint-Céneré, Deux-Évailles, Montourtier und Saint-Ouën-des-Vallons → Montsûrs

2017: Fusion Montsûrs und Saint-Céneré (Kanton Meslay-du-Maine) → Montsûrs-Saint-Céneré

## Bevölkerungsentwicklung
| 1962  | 1968  | 1975   | 1982   | 1990   | 1999   | 2006   | 2021   |
| ----- | ----- | ------ | ------ | ------ | ------ | ------ | ------ |
| 9.136 | 9.587 | 10.207 | 11.218 | 11.794 | 12.363 | 12.805 | 21.227 |

## Geschichte
Der Kanton entstand 1801 aus dem Zusammenschluss der bisherigen Kantone Assé-le-Berenger, Evron (heute Évron) und Sainte-Gemmes (heute Sainte-Gemmes-le-Robert).